# Smash and Grab
Smash and Grab er en amerikansk computeranimeret science fiction  action  eventyr  kortfilm fra 2019, som er instrueret og skrevet af Brian Larsen, produceret af Pixar Animation Studios og distribueret af Walt Disney Studios Motion Pictures . Det er den anden film i Pixars SparkShorts- program, og handler om to robotter, der forsøger at flygte fra deres arbejdsrutine. Kortfilmen havde premiere på El Capitan Theatre den 18. januar 2019, før den blev udgivet på YouTube den 11. februar 2019. Kortfilmen blev også udgivet på Disney+ den 12. november 2019.